# Joost Klein
Joost Klein (Leeuwarden, 10 november 1997), die zowel optreedt onder zijn volledige naam als onder de verkorte artiestennaam Joost, is een Nederlands muzikant, schrijver en voormalig youtuber. In Nederland en Vlaanderen verwierf hij bekendheid met nummers zoals Friesenjung, Luchtballon, Ome Robert, Wachtmuziek en Scandinavian Boy. In 2024 vertegenwoordigde hij Nederland op het Eurovisiesongfestival in Malmö met het lied Europapa.

## Biografie

### Jeugd
Klein groeide met zijn ouders op in het Friese Britsum. In het gezin was hij een nakomertje, met een broer en zus van zo’n vijftien jaar ouder. Klein ging naar het Stedelijk Gymnasium Leeuwarden. Toen Klein in de brugklas zat, verloor hij zijn vader aan kanker. Nog geen jaar later verloor hij zijn moeder aan een hartstilstand. Na het overlijden van zijn ouders werd Klein opgevangen door zijn broer en zus.

### Carrière

#### YouTube-loopbaan
In 2010 begon Klein op twaalfjarige leeftijd met een YouTube-kanaal, genaamd EenhoornJoost. Zijn video’s varieerden van sketches tot minidocu's. In 2015 had zijn kanaal 50.000 abonnees. Nadat hij later dat jaar in het televisieprogramma RTL Late Night tot YouTube-talent werd uitgeroepen, nam het aantal abonnees datzelfde jaar toe tot bijna 88.000. Bovendien was hij betrokken en te zien bij de toen nieuwe tv-zender #FIRST op kanaal 13 van Ziggo.
Omstreeks 2017 stopte Klein met het maken van YouTube-video's en verschoof zijn belangstelling naar het maken van muziek en videoclips, wat hij voortaan deed onder de naam Joost Klein.

#### Artiestenloopbaan
Klein bracht in 2015 op 17-jarige leeftijd samen met rapper en producer Mick Spek zijn eerste single 511 op SoundCloud uit, onder het pseudoniem Dries Zwoelvink. In het jaar erna brachten ze een vervolg op dit nummer uit, getiteld Döner. Ook brachten ze in hetzelfde jaar het nummer 10 November uit. Alle genoemde nummers zijn later van zijn SoundCloud-pagina verwijderd.
Op 10 november 2016 bracht Klein de muziekvideo Bitches uit, die twee miljoen weergaven bereikte op YouTube. Datzelfde jaar kwam Kleins eerste album Dakloos uit. In 2017 bracht hij de singles Jan Peter Balkenende en Feminist on da Block uit. Op 20 oktober 2017 kwam zijn mixtape Scandinavian Boy uit. In 2017 en 2018 stond hij korte tijd onder contract bij het platenlabel Top Notch, maar Klein besloot zijn eigen label Albino Sports op te richten. Albino was het eerste album dat hij, op 18 januari 2019, op zijn eigen label uitbracht.
Op 21 maart 2018 kwam zijn single Meeuw uit. De bijbehorende videoclip werd opgenomen in Los Angeles. Een maand later, op 26 april, volgde de single Ome Robert. Op 3 augustus 2018 bracht Klein samen met Donnie het album M van Marketing uit. Een week hiervoor brachten ze de single Parmezaan & Linkerbaan uit. Daarnaast bevat de mixtape Scandinavian Boy ook een nummer met Donnie, getiteld Bezem. Op 2 november 2018 volgde het nummer Chubby (Nederlands: mollig), geproduceerd door Teun de Kruif (Tantu Beats). Op 21 december 2018 bracht Klein de single Glaassie Water uit.
In 2018 schreef Klein de dichtbundel Albino, die op 14 november verscheen. Op de vraag waarom hij als rappende youtuber een boek schreef antwoorde Klein het volgende: „Dat komt door mijn vader. Hij zei me dat ik ook een boek moest schrijven, net als hij. Dus toen een uitgeverij vroeg of ik dat wilde doen dacht ik: wow dit kan niet beter. Ik had het in mijn hoofd al af. Het is echt vet om iets tastbaars in mijn handen te hebben. Op YouTube en met mijn muziek is alles virtueel en dit is heel anders.”
Ter promotie van zijn album Albino begon Klein op 25 januari 2019 met de tournee Het gaat niet zo goed. Klein bezocht negen theaters, waaronder het Paard, De Oosterpoort, Doornroosje en Paradiso. Op 3 maart 2019 sloot Klein in Paradiso de tournee af. In de zomer die volgde trad Klein verschillende keren op, onder andere op de podia van zomerfestivals Pinkpop 2019, Lowlands, Pukkelpop in België en Zwarte Cross in Lichtenvoorde. Klein bracht het album 1983 uit op 15 november 2019. De titel ervan refereert aan het geboortejaar van zijn broer, die tevens zijn manager is. Voor 1983 werkte Klein onder meer samen met de producenten Mick Spek, Kauwboy en Tantu Beats. Eén week voor de uitgave bracht hij de single Joost Klein 2 uit.
Naast zijn muzikale activiteiten droeg Klein ook bij aan het geschenk (3PAK) van de Boekenweek van Jongeren 2019, getiteld Brüders auf Berlin. Dit kortverhaal schetst een avond in Berlijn met Joost en zijn vrienden en verkent thema's als vriendschap en eenzaamheid.
Klein bracht op 24 april 2020 het album Joost Klein 7 uit. Dit album bevat zeven nummers, waaronder een met de Canadese rapper bbno$, getiteld Mayo, No Fries!. In het nummer Joost Klein 3 van het album waren de mannen van Lekker spelen te horen. Op 7 augustus 2020, kwam Ik Wil Je uit, een remix van het gelijknamige lied van De Kreuners. Hetzelfde jaar bracht Klein nog de single Hallo Nederland uit.
In het lied Florida 2009 vertelt Klein over het overlijden van zijn ouders. Op Pinkpop 2022 liet Klein dit lied voor het eerst horen. Hij vertelde het publiek: "Dit nummer is alleen voor mijn ouders, dus luister vooral mee." Op 30 september 2022 bracht Klein zijn achtste studioalbum uit: Fryslân (een verwijzing naar de geboorteprovincie van Klein). Hierop stonden onder andere de singles Wachtmuziek, Florida 2009 en Papa en Mama. Dit album is in zijn geheel geproduceerd door Tantu Beats. Het album bevat veertien nummers die samenwerkingen bevatten van: Zuid-Afrikaanse rapper Jack Parow, Pestcore Collectief-lid Gladde Paling, videomaker Appie Mussa (Apson) en youtuber Nathan Vandergunst (Acid). Het album begint met het nummer Life Story, waarin Klein zijn leven beschrijft. Ook bevat het album het nummer Joost Klein 4. Dit is het vierde nummer in de Joost Klein-serie. Klein besluit het album met het nummer Liverpool.
In 2023 scoorde Klein zijn eerste hit in Duitsland met het lied Friesenjung, dat hij maakte in samenwerking met de Berlijnse rapper Ski Aggu en een bewerking is van een nummer van de Oost-Friese komiek Otto Waalkes dat op zijn beurt weer een bewerking van Stings Englishman in New York was. Het nummer behaalde de eerste plaats van de Duitse Singlecharts. Hierna bracht Klein meer nummers in hetzelfde genre (gabberpop) uit, waaronder Droom Groot en het songfestivallied Europapa.
In het voorjaar van 2023 deed Klein samen met Donny Ronny en Stuntje mee aan het vijfde seizoen van De Kluis. Het drietal overviel het Fort Wierickerschans in Bodegraven, in de jacht naar goudstaven en een diamant, die bewaakt werden door het team van StukTV. In het najaar van 2023 nam hij deel aan het Vlaamse televisieprogramma De Slimste Mens ter Wereld, maar werd na twee afleveringen uitgeschakeld nadat hij in de finale verloor van Alex Agnew. Kort hierna werd aangekondigd dat kledingwinkel Bristol en Klein een samenwerking waren gestart en hierbij een eigen kledinglijn uitbrachten.

#### Eurovisiesongfestival
Klein was een van de zeshonderd kandidaten die streden om Nederland te vertegenwoordigen op het Eurovisiesongfestival 2024 in het Zweedse Malmö. Met de steun van 3FM-dj's verzamelde hij 25.000 handtekeningen die vervolgens op een spandoek werden gedrukt en opgehangen bij Beeld & Geluid, bij de ingang van het Media Park in Hilversum. Op 11 december 2023 werd bekendgemaakt dat Klein was geselecteerd als de Nederlandse inzending. Zijn nummer Europapa werd op 29 februari 2024 gelanceerd tijdens een speciale aflevering van De Avondshow met Arjen Lubach.
Op 9 mei 2024 vertegenwoordigde Klein Nederland in de tweede halve finale van het Eurovisiesongfestival, waar hij 182 punten ontving van de internationale publieksjury, voldoende voor een finaleplaats. Na een klacht van een cameravrouw over een vermeende aanvaring direct na zijn optreden, begon de EBU een onderzoek. Tijdens dit onderzoek besloot de EBU om Klein te diskwalificeren voor de finale. Het was de eerste keer dat een land tijdens het evenement werd gediskwalificeerd. In augustus 2024 werd het onderzoek naar het vermeende wangedrag van Klein stopgezet wegens gebrek aan bewijs. De openbaar aanklager in Zweden concludeerde dat er geen bewijs was dat de beweging van Klein bedoeld was om angst aan te jagen. Ondanks de diskwalificatie was Europapa populair: het nummer bereikte de hitlijsten in meerdere Europese landen en stond in tien Europese landen in de top 5 van meest afgespeelde nummers op Spotify.

#### Na het Eurovisiesongfestival
Het volgende nummer dat Klein uitbracht was Luchtballon, op 5 juni 2024. Dit nummer, dat leunt op de melodie van Right Here Waiting van Richard Marx, bevat de zin "Het verleden doet zeer, maar heb er van geleerd". In de videoclip wordt verwezen naar Kleins eerdere optreden op het Eurovisiepodium. De luchtballon wordt gezien als een metafoor voor een nieuwe fase. Later bracht hij de single The Bird Song uit, een van de andere nummers die hij had ingestuurd voor het Eurovisiesongfestival. Op 12 juli 2024 verscheen de single TRAFIK!, die hij samen met de Finse artiest Käärijä – de Finse inzending voor het Eurovisiesongfestival 2023 – opnam. Op 4 oktober 2024 bracht Joost de single Filthy Dog uit, met gabber als genre. Op 31 januari 2025 bracht Joost nog een single uit: Why Not???, een combinatie van poppunk en gabber. Zijn album Unity verscheen op 21 februari 2025 en bevat zowel eerder uitgebrachte nummers als nieuwe samenwerkingen met onder anderen Spinvis, Scooter en Tommy Cash. Op 4 april 2025 bracht Joost samen met Donnie Boerenland uit, geproduceerd door zanger en rapper Antoon.

#### Sociale media
Klein publiceerde aanvankelijk op YouTube, maar breidde later uit naar Instagram en TikTok. In een interview uit 2021 gaf Klein aan dat hij zich inmiddels niet meer zag als YouTuber, maar zichzelf liever omschreef als kunstenaar. In de week van het Eurovisiesongfestival verdubbelde het aantal volgers op zijn Instagrampagina van zo’n 0,6 naar 1,4 miljoen.

## Filmografie

### Regisseur van videoclips
| Jaar | Titel                          | Artiest                     |
| ---- | ------------------------------ | --------------------------- |
| 2016 | Bitches                        | Joost                       |
| 2016 | Zelfgemaakt                    | Joost                       |
| 2016 | Post Malone                    | Donnie                      |
| 2017 | 180 Linkerbaan                 | Donnie                      |
| 2018 | Jaap Eden                      | Donnie                      |
| 2018 | Meeuw                          | Joost                       |
| 2018 | Parmezaan & Linkerbaan (Intro) | Donnie en Joost             |
| 2018 | Stockholm                      | Donnie en Joost             |
| 2018 | ik mis jou                     | Véras Fawaz                 |
| 2018 | Chubby                         | Joost                       |
| 2018 | Glaassie Water                 | Joost                       |
| 2019 | Joost Klein 2                  | Joost                       |
| 2019 | Summervibes 2019               | Joost                       |
| 2019 | Eva Jinek                      | Joost                       |
| 2019 | Klaar!                         | Brunzyn en Joost            |
| 2020 | Bee The Movie                  | Joost                       |
| 2020 | Ik Wil Je                      | Joost en De Kreuners        |
| 2020 | Brunzyn de Underdog            | Brunzyn                     |
| 2020 | Barz                           | Brunzyn                     |
| 2020 | Bootleg                        | Brunzyn                     |
| 2021 | Fok De Blok                    | Joost en StuBru             |
| 2021 | Papa en Mama                   | Joost                       |
| 2021 | Gewoon Goed                    | Brunzyn, Joost en Donnie    |
| 2021 | Albino Sports Anthem           | Brunzyn en Joost            |
| 2021 | Meine Bolide 2003              | Yung Petsi en Joost         |
| 2021 | Yayaya                         | Nelcon en Brunzyn           |
| 2021 | Go, Acid!                      | Acid                        |
| 2021 | Geen Behoefte                  | Chri$tophe                  |
| 2022 | Wachtmuziek                    | Joost                       |
| 2022 | Antwoord                       | Joost en Gladde Paling      |
| 2022 | ADHD                           | Gladde Paling en Parsa      |
| 2023 | HEROÏNE                        | Parsa, Vieze Asbak en Joost |

## Prijzen
- 2021: Bronze Lamp, een prijs van de Dutch Creativity Awards, in de categorie music, voor de muziek in de reclamecampagne KFC - United by the Bucket[35]
- 2022: Friese Song van het Jaar, een prijs van Friesland Pop, voor het nummer Fryslân Bop[36]
- 2023: Popprijs 2023, een prijs van Buma Cultuur, voor zijn bijdrage aan de Nederlandse popmuziek[37]
- 2023: 3FM Award, een prijs van radiozender 3FM, in de categorie Beste artiest[38]
- 2023: 1LIVE Krone, een prijs van radiozender 1 Live, in de categorie Bester Song, voor het nummer Friesenjung (gedeeld met Ski Aggu en Otto Waalkes)[39]
- 2023: Friese Song van het Jaar, een prijs van Friesland Pop, voor het nummer Friesenjung (gedeeld met Ski Aggu en Otto Waalkes)[40]
- 2024: 3FM Award, een prijs van radiozender 3FM, in de categorie Beste artiest[41]
- 2024: Buma Award Internationaal (plek 5), een prijs van BumaStemra, voor het nummer Friesenjung (gedeeld met Ski Aggu en Otto Waalkes)[42]
- 2025: Favoriete Track NL, een prijs van Zapp Awards, voor het nummer Europapa[43]